# نادي الروضة لكرة السلة
الروضة (بالإنجليزية: Al-Rawdhah Club)‏ هو فريق كرة سلة سعودي، يقع في الأحساء، المنطقة الشرقية. يلعب في دوري الدرجة الأولى السعودي لكرة السلة.

## مشاركات
دوري الدرجة الأولى السعودي لكرة السلة
شارك في دوري الدرجة الأولى السعودي لكرة السلة 3 مواسم.
- الدوري الدرجة الأولى السعودي لكرة السلة 2015 16
- الدوري الدرجة الأولى السعودي لكرة السلة 2016 17
- الدوري الدرجة الأولى السعودي لكرة السلة 2017 18

## المدربين
| المدرب          | الفترة      | الفترة |
| المدرب          | من          | إلي    |
| --------------- | ----------- | ------ |
| إبراهيم الكرابي | رجب 1433 هـ | ؟      |
| صابر المصري     | 2016        | ؟      |

## الجهاز الفني
| مدرب الحراس | ناجي الحمدان |
| طبيب الفريق | إبراهيم خميس |

## مجلس الإدارة
| رئيس مجلس الإدارة                | وليد خالد الخنيفر |
| الإداري والمشرف العام لكرة السلة | محمد الغربي       |